# Captain Tsubasa 3: Koutei no Chousen
Captain Tsubasa 3 Challenge of Rivals (キャプテン翼３ 皇帝の挑戦) foi lançado em 1992 pela Tecmo para o SNES. O jogo nunca foi lançado fora do Japão, então versões em inglês são muito difíceis de se encontrar.